# Сборная Португалии по футболу
Сбо́рная Португа́лии по футбо́лу (порт. A Seleção Nacional de Futebol de Portugal) — команда, представляющая Португалию на международных футбольных турнирах и товарищеских матчах.
Впервые приняла участие в чемпионате мира по футболу в 1966 году. Проиграв в полуфинале будущему чемпиону мира сборной Англии, португальцы заняли 3-е место, победив в «Малом финале» сборную СССР. Следующие достижения португальской сборной датируются серединой 1980-х гг. Команда впервые квалифицировалась на чемпионат Европы в 1984 году (обойдя в отборочном турнире, опять же, сборную СССР) и дошла до полуфинала. Затем Португалия квалифицировалась на чемпионат мира 1986 года, вылетев после групповой стадии турнира. Такой же результат сборная повторила при следующем попадании на чемпионат мира в 2002 году.
После 2002 года португальцы стали приближаться к статусу топ-сборной. В 2004 году команда заняла 2-е место на домашнем Чемпионате Европы, сенсационно уступив в финале Греции со счётом 1:0. Тот турнир оказался дебютным за национальную сборную для Криштиану Роналду. Спустя ещё 2 года португальцы дошли до полуфинала Чемпионата мира. Кроме того, команда дошла до полуфинала Евро-2012. Спустя 4 года команда выиграла чемпионат Европы 2016 года, что стало для неё первым в истории завоеванием международного кубка. В финале португальцы победили сборную Франции со счётом 1:0. Единственный гол забил Эдер во втором дополнительном тайме. Сборная Португалии установила своеобразный антирекорд, выиграв за всё время турнира всего один матч в основное время (полуфинал с Уэльсом).
Спустя 3 года после триумфа на французском Евро, команде покорилась ещё одна вершина: победа в первой в истории Лиге наций УЕФА.
По состоянию на 19 декабря 2024 года сборная в рейтинге ФИФА занимает 6-е место.
Кроме того, португальцы могут считаться одной из самых стабильных сборных в мире в XXI веке: начиная с 2000 года команда не пропустила ни одного Чемпионата мира или Чемпионата Европы, при этом португальцам лишь дважды не удавалось выйти в плей-офф — на Чемпионатах мира 2002 и 2014 годов.

## История

### 1966—1984
Впервые на международном уровне сборная Португалии дебютировала в 1966 году на Чемпионате мира в Англии. Тогда новички сенсационно дошли до полуфинала. Заняв первое место в группе с Бразилией, Венгрией и Болгарией, одержав три победы (3:1, 3:1 и 3:0 соответственно) Португалия в четвертьфинале одолела сборную КНДР 5:3. Покер (4 забитых мяча) в той встрече сделал Эйсебио. Но в следующем раунде португальцы проигрывают будущим чемпионам и хозяевам турнира — англичанам (1:2). В матче за третье место Португалия встречалась со сборной СССР. Первыми забили португальцы, на 12-й минуте мяч ударом с пенальти вколотил в сетку ворот Эйсебио. В конце первого тайма советский нападающий Эдуард Малофеев сравнивает счёт. Равная игра шла вплоть до 89-й минуты, когда португалец Жозе Торриш забил победный мяч.
Португальская звезда Эйсебио стал лучшим бомбардиром (9 мячей) и лучшим игроком чемпионата. Однако после этого сборная Португалии не могла пробиться в финальную часть крупного международного первенства вплоть до 1984 года.

### 1984—1996

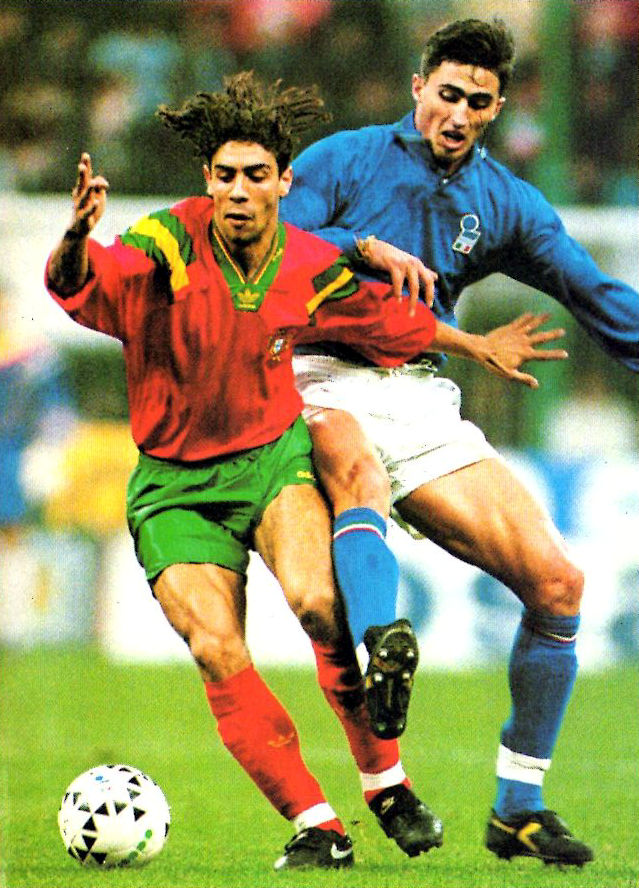
Руй Кошта в матче против Италии в 1993 году

В 1984 году сборная дебютировала на чемпионате Европы по футболу. На групповом этапе португальцы сыграли вничью со сборными ФРГ (1:1) и Испании (0:0). В заключительном матче Португалия одержала верх над командой Румынии (1:0) и вышла в полуфинал турнира, где им предстояло встретиться с французами. Однако гол знаменитого Мишеля Платини, забитый на 119-й минуте матча, похоронил надежды португальцев на участие в финале чемпионата.
В 1986 году сборная Португалии вновь пробилась на чемпионат мира, но не сумела даже выйти из группы, заняв там четвёртое место. В последующие годы португальцы не проходили отборочные туры чемпионатов вплоть до 1996 года.

### «Золотое поколение» (1996—2004)
«Золотым поколением» считается время, когда в основной «обойме» сборной начали выступать футболисты, весьма успешно игравшие за молодёжные сборные Португалии и выигравшие чемпионат мира по футболу среди молодёжных команд в 1989 и 1991 годах. Это, прежде всего, Луиш Фигу, Руй Кошта, Фернандо Коуту, Витор Баия. На чемпионате Европы 1996 года Португалия заняла первое место в отборочной группе, опередив сборные Австрии, Латвии, Лихтенштейна, Северной Ирландии и Ирландии. Тогда же сборная Португалии провела свой самый результативный матч, обыграв Лихтенштейн со счётом 8:0. В групповой стадии португальцы сыграли вничью с победителями чемпионата Европы 1992 сборной Дании, а также отпраздновали победу над командами Турции (1:0) и Хорватии (3:0). В четвертьфинале сборная потерпела поражение от сборной Чехии (0:1). Единственный гол встречи забил Карел Поборский. Сборная Чехии стала серебряным призёром этого турнира, а молодые игроки команды Бергер, Недвед, Бейбл и Поборский стали главными открытиями Евро-1996.
Чемпионат мира 1998 года Португалия была вынуждена пропустить, так как не прошла квалификацию. Но уже в 2000 году на чемпионате Европы 2000 португальская сборная занимает второе место в квалификации, уступив Румынии, занявшей первую строчку, лишь одно очко, но, являясь лучшей второй командой, получила прямую путёвку в финальную часть соревнования. На групповом этапе команда одерживает три победы над сборными Англии (3:2), Румынии (1:0) и Германии (3:0). В четвертьфинале Португалия оказывается сильнее сборной Турции (2:0). Оба гола забивает Нуну Гомеш. В полуфинальном матче с Францией на 19-й минуте, стараниями Гомеша, Португалия «открывает» счёт. Но сначала Тьерри Анри на 51-й минуте сравнивает счёт, а уже в дополнительное время на 117-й минуте матча Зинедин Зидан чётко реализует пенальти и выводит свою сборную в финал, ввиду действия правила «Золотого гола». Португалии остаётся довольствоваться третьим местом.
На чемпионате мира 2002 года Португалия занимает первое место в квалификации и выходит в финальную часть чемпионата мира. Угу Виана был вызван в сборную, чтобы заменить провалившего тест на допинг Даниэла Кенеди. Бету был вынужден играть на непривычной для себя позиции правого защитника. А лидер сборной Луиш Фигу и вовсе подошёл к чемпионату в ужасном физическом состоянии. Всё это способствовало поражениям от сборных США и Республики Корея, и даже победа со счётом 4:0 над сборной Польши, в которой Паулета оформил хет-трик, не помогла команде пробиться в следующий раунд. Неудача на межконтинентальном первенстве послужила причиной расторжения контракта с португальским специалистом Оливейрой.
Домашний для себя чемпионат Европы 2004 года сборная Португалии провела куда успешнее. Перед началом чемпионата Португальская футбольная федерация заключает контракт с бразильским тренером Луисом Фелипе Сколари. Квалифицировавшись как страна-организатор турнира, Португалия проигрывает свой первый матч группового этапа против Греции (1:2). Однако затем обыгрывает сборную России (2:0) и сборную Испании (1:0) и выходит из группы с первого места. Далее следует игра со сборной Англии. Основное время закончилось со счётом 1:1. По мячу забили Элдер Поштига и Майкл Оуэн. На 105-й минуте Руй Кошта выводит Португалию вперёд, но за пять минут до окончания встречи Фрэнк Лэмпард вновь сравнивает счёт, переведя игру в серию послематчевых пенальти, окончившихся со счётом 6:5 в пользу португальцев. Полуфинальный матч со сборной Нидерландов завершился победой Португалии со счётом 2:1. Счёт на 26-й минуте ударом головой после подачи углового открывает Криштиану Роналду. Второй гол был забит также при участии Роналду. После его прорыва по флангу нидерландский защитник выбил мяч на угловой. Молодой португалец сам побежал к углу поля и откатил мяч на Манише, который подошёл к границе штрафной площади и великолепным обводящим ударом направил мяч в дальнюю «девятку» ворот Эдвина ван дер Сара. Это произошло на 58-й минуте встречи, а ещё через пять минут португальцы забили третий мяч, но уже в свои ворота. Ван Бронкхорст навесил мяч в штрафную, где Жорже Анраде, подставив ногу, «парашютом» перекинув мяч через собственного голкипера. Но второй гол сборная Нидерландов забить так и не смогла, пропустив португальцев в финал. В финале Португалии вновь противостояла сборная Греции. Это был первый и на сегодняшний день единственный раз, когда в финале европейского первенства встретились команды, участвовавшие в матче-открытии чемпионата. Но и на сей раз сильнее оказалась сборная Греции, переиграв Португалию со счётом 1:0 (единственный мяч на 57-й минуте после подачи углового забил Ангелос Харистеас). Португалия владела значительным игровым преимуществом (11 ударов по воротам против 3 греческих, 10 угловых против одного), но это не помешало греческой команде оставить свои ворота в неприкосновенности и поднять над головой кубок Европы. После этого матча большинство футболистов-представителей «золотого поколения» завершили карьеру в национальной сборной. А вместе с тем завершился и сам «золотой» период португальской сборной.

### Чемпионат мира 2006
В квалификационном раунде на чемпионат мира сборная Португалии встретилась со сборными Словакии, России, Эстонии, Латвии, Лихтенштейна и Люксембурга. Португальцы одержали семь побед и три ничьих и заняли первое место в группе, опередив Словакию на семь очков. К этому раунду относится и неожиданная ничья с Лихтенштейном 2:2 и крупнейшее поражение современной сборной России от Португалии со счётом 1:7.

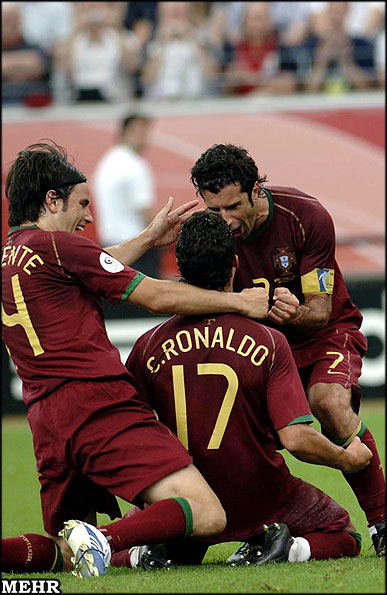
Чемпионат мира 2006 года

На групповом этапе турнира сборная Португалии также заняла первое место, переиграв сборные Анголы, Ирана и Мексики. В 1/8 финала противником Португалии снова стала сборная Нидерландов. И снова сборная Португалии оказалась сильнее. На этот раз единственный гол во встрече на 23-й минуте забил Манише. Деку «прострелил» в штрафную, где Паулета мягко отдал мяч Манише, который убрал двух защитников и мощно пробил в левый от вратаря угол. Ван дер Сар не смог отразить этот удар. Однако этот далеко не самый результативный матч всё-таки сумел войти в историю. Российский судья Валентин Иванов установил абсолютный рекорд чемпионатов мира, выдав игрокам 16 жёлтых и четыре красных карточки. Следующий раунд преподнёс в противники португальцам англичан. В основное время мячей забито не было, несмотря на удаление форварда англичан Уэйна Руни на 62-й минуте. В борьбе молодой англичанин наступил на пах упавшему португальскому защитнику Рикарду Карвалью. Аргентинский судья Орасио Элисондо не знал, как оценить этот эпизод, но подбежавший Криштиану Роналду убедил судью в необходимости предъявления красной карточки. Два дополнительных тайма также остались безголевыми и определить победителя предстояло в серии пенальти, получившейся очень нервной. Первым подошёл к мячу Фрэнк Лэмпард. Он направил мяч в левый угол ворот, но Рикарду сумел предотвратить гол. Следующим пробивал Симан Саброза. Английский голкипер Пол Робинсон угадал направление мяча, но не смог дотянуться. Угу Виана не смог реализовать свой момент, попав в штангу ворот. Харгривз же немного неуверенно, но всё же послал мяч в сетку ворот Рикарду. Пети ударил мимо ворот и вернул англичанам шансы на проход в следующий раунд. Но португальский вратарь вновь установил равновесие, отразив мощный удар Джеррарда. Поштига не упустил своего шанса, послав мяч в левый угол ворот мимо вратаря. Удар с точки Джейми Каррагера несколько затянулся. Сперва тот уверенно послал мяч в сетку ворот, но сделал это до свистка, за что был удостоен жёлтой карточки. Его вторая попытка закончилась очередным подвигом Рикарду. Решающий для сборной Португалии одиннадцатиметровый вышел бить Роналду. Он уверенно уложил Робинсона в правый угол ворот, а сам пробил в левую девятку. И этим ударом впервые с 1966 года вывел сборную Португалии в полуфинал чемпионата мира. Там сборной Португалии предстояло встретиться со сборной Франции. Этот матч закончился для португальцев поражением. Единственный мяч на 33-й минуте забил с пенальти Зинедин Зидан. Матч со сборной Германии за третье место обернулся для португальцев настоящим провалом. Бастиан Швайнштайгер забил свой первый гол на 56-й минуте, уже на 60-й его подачу срезал в собственные ворота Пети, а на 78-й Швайнштайгер оформил дубль, доведя счёт до разгромного — 3:0. На 88-й минуте португальцы сумели забить гол престижа, но это никак не повлияло на исход матча. Германия завоевала бронзу, Португалии не досталось ничего.

### Чемпионат Европы 2008
Право поехать в Австрию и Швейцарию команде досталось нелегко. В квалификационном раунде португальцам противостояли сборные Польши, Сербии, Финляндии, Бельгии, Казахстана, Армении и Азербайджана. В этой компании португальцы выглядели безоговорочными фаворитами, тем не менее они набрали лишь 27 очков (из 42 возможных), уступив первое место полякам. Но из-за изменения квалификационного турнира формат по сравнению с предыдущими (количество групп уменьшилось, а количество участников в группах увеличилось) победители и вторые команды из каждой группы напрямую попали в финальную часть чемпионата — стыковых матчей не было. На групповой стадии Португалия провела матчи со сборными Турции (2:0), Чехии (3:1) и Швейцарии (0:2) и вышла из группы с первого места. Это и подвело португальцев, ведь им в противники досталась грозная сборная Германии. Уже на 22-й минуте немцы открыли счёт. Лукас Подольски прорвался по левому флангу и прострелил в штрафную, а Бастиан Швайнштайгер безошибочно перевёл мяч в ворота. Второй гол последовал следом за первым. На 25-й минуте немцы заработали штрафной. Швайнштайгер навесил к границе вратарской, где головой здорово сыграл Мирослав Клозе. Рикарду дотянулся до мяча, но не смог предотвратить гола. Ответ Португалии последовал на 40-й минуте. Португальцы организовали контратаку и перевели мяч на правый фланг, где Роналду принял мяч и пробил по воротам. Йенс Леманн отразил удар, но мяч отлетел прямо к капитану португальцев Нуну Гомешу, который добил мяч в пустые ворота. Развязка наступила на 61-й минуте. Пепе сфолил, за что был удостоен жёлтой карточки. После подачи штрафного Баллак опередил Феррейру и Рикарду и забил третий гол своей сборной. После этого немцы ушли в оборону, предоставив Португалии право действовать первым номером. На 87-й минуте португальцы всё же забили второй гол (с подачи Нани забил Элдер Поштига), но на большее оказались не способны и уехали домой.

### Чемпионат мира 2010
В квалификационном раунде конкурентами Португалии за выход из группы стали сборные Дании, Швеции, Венгрии, Албании и Мальты. Португальцам удалось набрать лишь 19 очков в 10 матчах. Они на 2 очка отстали от сборной Дании, заняли 2 место и вышли в стыковые матчи со сборной Боснии и Герцеговины. Обе встречи португальцы выиграли с минимальным счётом (по сумме двух встреч — 2:0), и заработали путёвку в финальную часть чемпионата мира в ЮАР. Групповая стадия также не сулила сборной Португалии ничего хорошего: им в противники достались сборные Бразилии, Кот-д’Ивуара и КНДР. Первый матч с Кот-д’Ивуаром завершился вничью, что неудивительно, ведь команды создали очень мало голевых моментов. Выделяется лишь дальний удар Криштиану Роналду в стойку ворот. Зато второй матч принёс сборной немало радости. Португалия разгромила Северную Корею со счётом 7:0. Безголевая ничья с Бразилией обеспечила Португалии выход в плей-офф со второго места. В следующем раунде португальцы встретились со своими соседями по Пиренейскому полуострову — сборной Испании. Испанцы смотрелись явно лучше и заслуженно победили со счётом 1:0. На 63-й минуте испанцы провели блестящую комбинацию. Иньеста отдал пас Хави, который пяткой перевёл мяч на угол вратарской, где оказался Давид Вилья. Вилья пробил по воротам — Эдуарду спас, но повторный удар форварда Испании пришёлся в сетку. Но и после забитого гола испанцы продолжили атаковать, а на 89-й минуте, когда Рикарду Кошта ударил локтем в ухо Капдевиле и получил за это красную карточку, шансы на выход в следующий этап окончательно растаяли. Честь португальцем делает лишь то, что проиграли они победителям этого турнира.

### Чемпионат Европы 2012
В своей отборочной группе Португалия уступила сборной Дании первое место и вышла в стыковые матчи, чтобы сразиться со сборной Боснии и Герцеговины. Первый матч не выявил победителя. Но во второй встрече этих команд в Лиссабоне, на стадионе «Эштадиу да Луж», команды устроили настоящий «праздник футбола», забив восемь голов. Сильнее оказались португальцы (6:2), и именно они приняли участие в финальной стадии турнира.

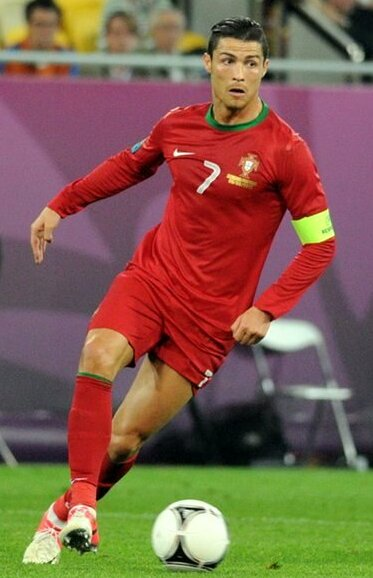
Криштиану Роналду на Евро 2012

Сборная Португалии оказалась в одной группе со сборными Нидерландов, Дании и Германии, которую тут же окрестили группой смерти. Первый матч португальцы проиграли. Единственный гол на 72-й минуте забил Марио Гомес. После навеса Хедиры, мяч срикошетил от спины португальского защитника и прилетел прямо на голову немецкому нападающему, который ударил в противоход Патрисиу. После забитого гола немцы немного прижались к своим воротам, предоставив португальцам право действовать «первым номером». В оставшееся время португальцы создали 3 голевых момента. Нани исполняя навес в штрафную попал в перекладину, также момент имел Роналду, но Нойер успел среагировать, ну а Варела из выгоднейшей позиции пробил прямо в защитника немецкой команды. Второй матч против датчан португальцы начали более бодро. Уже к 36-й минуте Португалия вела 2:0. Но Бентнер на 41-й минуте сначала сократил отставание своей команды, а на 80-й и вовсе сравнял счёт. На 85-й минуте Паулу Бенту пошёл ва-банк и поменял Рауля Мейрелиша на форварда Сильвестре Варела. И именно он забил решающий гол в самой концовке встречи, оставив португальцам шансы на выход из группы. Третий матч получился не менее нервным. Первыми забили нидерландцы. Рафаэл ван дер Варт прекрасным ударом с 25-ти метров поразил дальний угол ворот Патрисиу. После забитого мяча португальцы пошли вперёд. На 14-й минуте после удара Криштиану Роналду мяч попал в штангу. Вторую попытку Роналду получил на 27-й минуте после великолепного паса вразрез от Перейры и на этот раз оказался точен — 1:1. Португальцы продолжили атаковать и на 73-й минуте их старания увенчались голом. Нани прострелил на Роналду, который убрал защитника и поразил ближний угол ворот. На 90-й минуте Роналду мог оформить свой первый хет-трик за сборную, но удар предательски приняла на себя штанга. В четвертьфинале противниками португальцев выступили чехи. Чешская сборная с первых минут ушла в оборону, надеясь на контратаки. И лишь на 79-й минуте ворота Петра Чеха не выдержали натиска португальцев. Моутинью прошёл по флангу и навесил в штрафную на Роналду, который великолепным ударом головой с отскоком от газона вколотил мяч в сетку. В полуфинале сборной Португалии противостояли действующие чемпионы Европы и мира испанцы. Но португальцев ничуть не смутил авторитет противника и команды выдали равную вязкую игру. Равной игре соответствовал и равный счёт — 0:0 после основного времени матча. Португальцы имели отличный шанс решить исход встречи и в основное время: на 90-й минуте матча они вышли в контратаку, Велозу отдал пас на Роналду, а тот с линии штрафной из-под Пике пробил выше перекладины. Дополнительное время также не выявило победителя, и игра перешла в серию послематчевых пенальти. Первые удары Руй Патрисиу и Икер Касильяс сумели отразить, после чего Иньеста, Пепе, Пике и Нани безоговорочно реализовали свои моменты — 2:2. Следующим к мячу подошёл Серхио Рамос и издевательски пробил пенальти в стиле Паненки. После него не забил защитник питерского «Зенита» Бруну Алвеш, попавший в перекладину. Фабрегасу требовалось забивать, что он и сделал и, тем самым, вывел Испанию в финал. Пятого удара португальцев, который был готов нанести Роналду, не потребовалось. В итоге — бронзовые медали.

### Чемпионат мира 2014
В результате жеребьёвки, прошедшей 30 июля 2011 года в Рио-де-Жанейро сборная Португалии попала в отборочную группу со сборными России, Израиля, Северной Ирландии, Азербайджана и Люксембурга. Команды играли по круговой системе в два круга. Матчи прошли с 7 сентября 2012 года по 15 октября 2013 года.
В первом матче отборочного цикла португальцы смогли обыграть на выезде команду Люксембурга со счётом 2:1, благодаря голам Криштиану Роналду и Элдера Поштиги. Следующий домашний поединок, несмотря на благоприятный окончательный счёт матча (3:0), был крайне непростым. 60 минут матча сборная Азербайджана боролась с португальцами, но устоять не смогла. Первые 6 очков обернулись в следующих двух играх набранным одним очком. И если проигрыш в Москве сборной России со счётом 0:1 не был сюрпризом, то домашняя ничья (1:1) со сборной Северной Ирландии стала настоящей сенсацией.
В следующем туре 22 марта 2013 года в Израиле португальцы разошлись миром со сборной Израиля. Итоговый счёт — 3:3. 26 марта победа в Баку со счётом 2:0 принесла необходимые в борьбе за путёвку на чемпионат мира 2014 года три очка в копилку сборной Португалии. 7 июня 2013 года в Лиссабоне состоялся матч со сборной России. Удар Элдера Поштиги в начале матча принёс победу со счётом 1:0, а с ней и важнейшие три очка. Всего после этой игры у португальцев набралось 14 очков, что позволило им выйти на первое место, несмотря на лидерство россиян по потерянным очкам. Однако потеря очков в матче с Израилем привела к тому, что португальцы заняли второе место в группе и попали на мундиаль через стыковые матчи с Швецией, в которых исход решили четыре гола Криштиану Роналду, которые он забил один на своём поле и три в гостях в ответной встрече.
Жеребьёвка финального турнира отправила Португалию в группу G, где её соперниками оказались Германия, Гана и США.
В первом матче чемпионата мира по футболу 2014 в группе G португальцы были разгромлены немцами со счётом 0:4. Первые 11 минут обе команды играли на одном уровне. Однако после забитого с пенальти гола Томаса Мюллера португальцев охватило смятение. А после гола Матса Хуммельса на 32-й минуте немцы стали давить на своих оппонентов. В итоге им удалось реализовать ещё пару моментов. 3-й и 4-й гол, как и первый, забил Томас Мюллер, оформив хет-трик. С американцами португальцы чувствовали себя увереннее, однако не смогли победить своих соперников. Матч закончился вничью 2:2. Единственным удачным матчем стала игра против сборной Ганы. Несмотря на победу 2:1, португальцы вылетели с чемпионата мира, заняв лишь третье место в группе. Со второго места из группы вышла сборная США, лидерами данного квартета, как и ожидалось, стали будущие чемпионы немцы.

### Чемпионат Европы 2016
Отборочный цикл команда начала с блеклой игры против сборной Албании, проиграв со счётом 0:1. После этой игры пост главного тренера занял Фернанду Сантуш. Оставшиеся 7 игр команда выиграла, показывая при этом неоднозначную игру — сказывался период смены поколений.
На групповом этапе турнира Португалия попала к Венгрии, Исландии и Австрии. Первую игру сборная Португалии провела с Исландией. Ведя по ходу матча, и не использовав множество голевых моментов, португальцы позволили исландцам сравнять счёт и матч закончился ничьей. Следующий матч португальцы проводили против Австрии, сенсационно проигравшей Венгрии в первом туре со счётом 0:2. «Европейские бразильцы» создали в этом матче ещё больше моментов, и не использовав ни один из них, окончили матч со счётом 0:0. Примечательно, что в этом матче Роналду не забил пенальти, попав в штангу. В третьем туре команда играла со сборной Венгрии. У венгров уже было 4 очка, и они в любом случае обеспечивали себе выход в 1/8 финала, так как по новым правилам даже у команды, занявшей третье место, был шанс пройти дальше. Из-за грубых ошибок в обороне, сборная Португалии трижды отыгрывалась в матче. Окончив матч со счётом 3:3, команда заняла третье место в группе, и прошла в плей-офф с лучшей разницей мячей.
На стадии 1/8 финала, Португалия встречалась с командой Хорватии. Хорваты отлично провели групповую стадию, обыграв действующих чемпионов Европы — команду Испании (2:1). Матч носил осторожный характер и в конце концов в овертайме Куарежма забил свой первый и единственный гол на этом турнире и вывел команду в четвертьфинал.
В четвертьфинале команду ждала сборная Польши. В первой же атаке Левандовский вывел поляков вперёд. Португалия ответила через полчаса голом Санчеша после паса Нани.
Окончив основное время матча, а также дополнительные два тайма со счётом 1:1, команды готовились к послематчевым пенальти. В итоге, после того как Руй Патрисиу отбил удар Блащиковского и Куарежма забил решающий пенальти, команда праздновала выход в полуфинал.
В полуфинале лузитанам не мог помочь Пепе из-за травмы. Играть приходилось с командой Уэльса, у которой были потери ещё серьёзней. После сомнительного судейства в матче с Бельгией, Уэльсу не мог помочь Рэмзи из-за перебора жёлтых карточек. В отличие от других матчей, полуфинал португальцы прошли спокойно — без затрат многих усилий. Голы Роналду и Нани во втором тайме обеспечили выход в финал.
На следующий день определился соперник сборной Португалии в финале. Это была Франция. Примечательно, что португальцы не могли обыграть французов в официальных матчах уже 50 лет.
Финал, как и многие ожидали, начали активно французы. Но самое главное событие состояло в том, что Роналду получил травму после стыка с Пайетом уже в начале первого тайма. После перевязки колена, на которое и пришёлся удар Пайета, Роналду пытался вернуться на поле, однако его хватило лишь на несколько минут и передав капитанскую повязку Нани, Роналду отправился в раздевалку на носилках. После этого португальская команда стала испытывать ещё больше давления. Была нервозность в игре, и казалось, что всё идёт к тому, что Франция уже в третий раз в своей истории станет чемпионом Европы. Однако французы, проведя множество атак столкнулись с непробиваемой португальской обороной, которая в финале показала себя с лучшей стороны. В конце второго тайма Жиньяк успешно обойдя Пепе, имел реальный шанс забить победный гол, однако мяч попал в штангу и отскочил от ворот. Матч так и закончился со счётом 0:0, а экстра таймы Португалия сумела провести в большей части на чужой половине поля. На 109-й минуте Эдер забил свой первый гол в официальном матче за сборную Португалии и установил счёт 1:0. Французы ничего не смогли предпринять против португальцев, которые по-прежнему уверенно отбивали атаки, показав всем свой самый прагматичный футбол и бойцовский дух. Финальный свисток установил чемпионом Европы 2016 команду сборной Португалии. Это был первый трофей сборной, который поднял над собой капитан команды — Криштиану Роналду — под бурю оваций и слёзы отчаяния миллионов французских болельщиков, которые испытали практически те же эмоции, что и португальские болельщики на своём домашнем чемпионате в 2004 году.

### Кубок конфедераций 2017

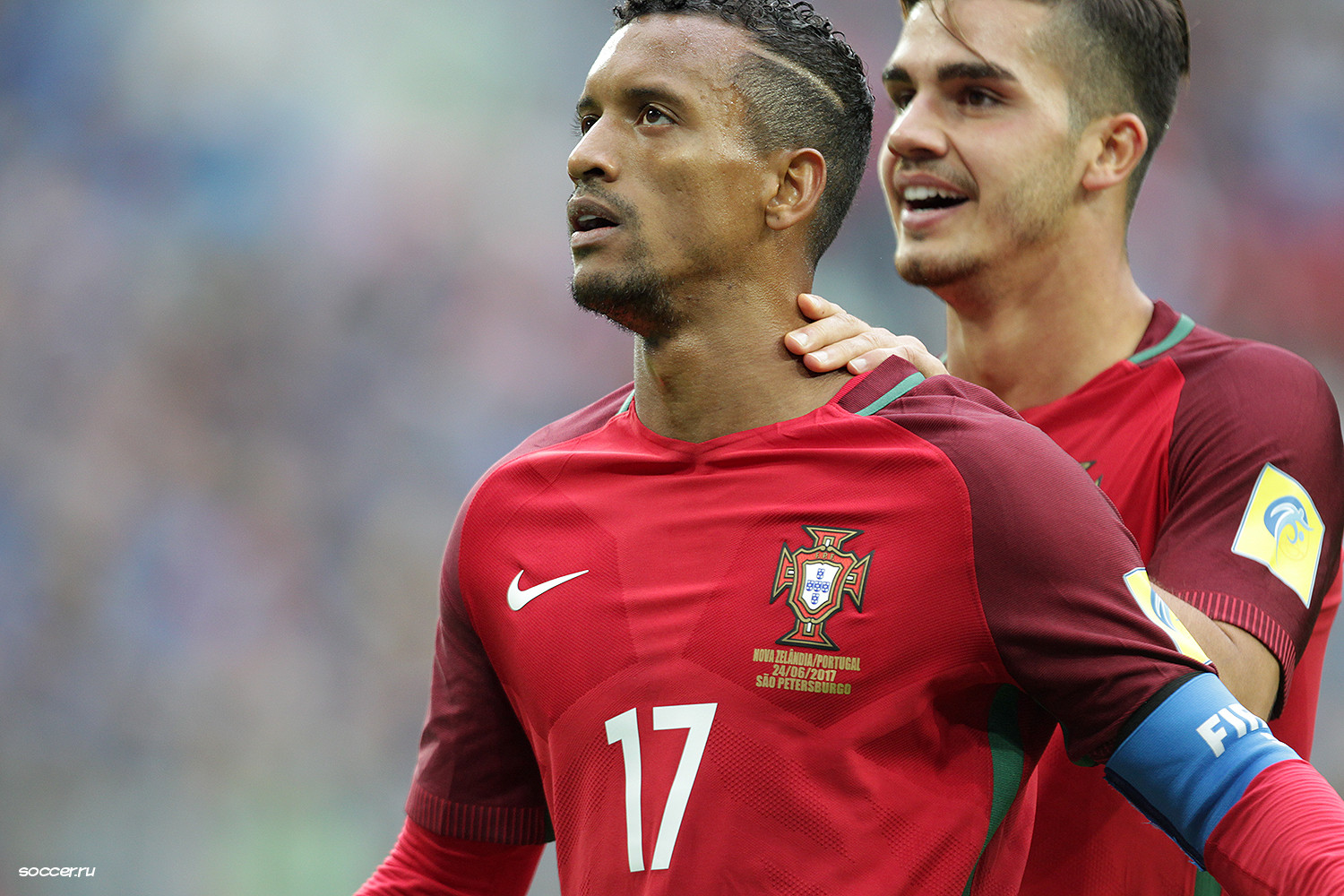
Нани на Кубке конфедераций 2017 года

Выиграв Евро-2016, сборная Португалии впервые в своей истории поехала на Кубок конфедераций 2017 года в Россию. На групповом этапе в первом матче португальцы сыграли вничью с Мексикой 2:2, после чего победили хозяев турнира россиян 1:0 и новозеландцев 4:0 и выиграли свою группу. В полуфинале «европейские бразильцы» сыграли со сборной Чили (которая, как и сборная Португалии, являлась новичком турнира) в нулевую ничью в основное и дополнительное время и проиграли в серии 11-метровых ударов со счётом 0:3. В матче за третье место сборная Португалии вновь встретилась с командой Мексики. В связи с семейными обстоятельствами Криштиану Роналду вернулся домой, однако это не помешало «команде избранных» одержать победу и выиграть бронзу.

### Чемпионат мира 2018

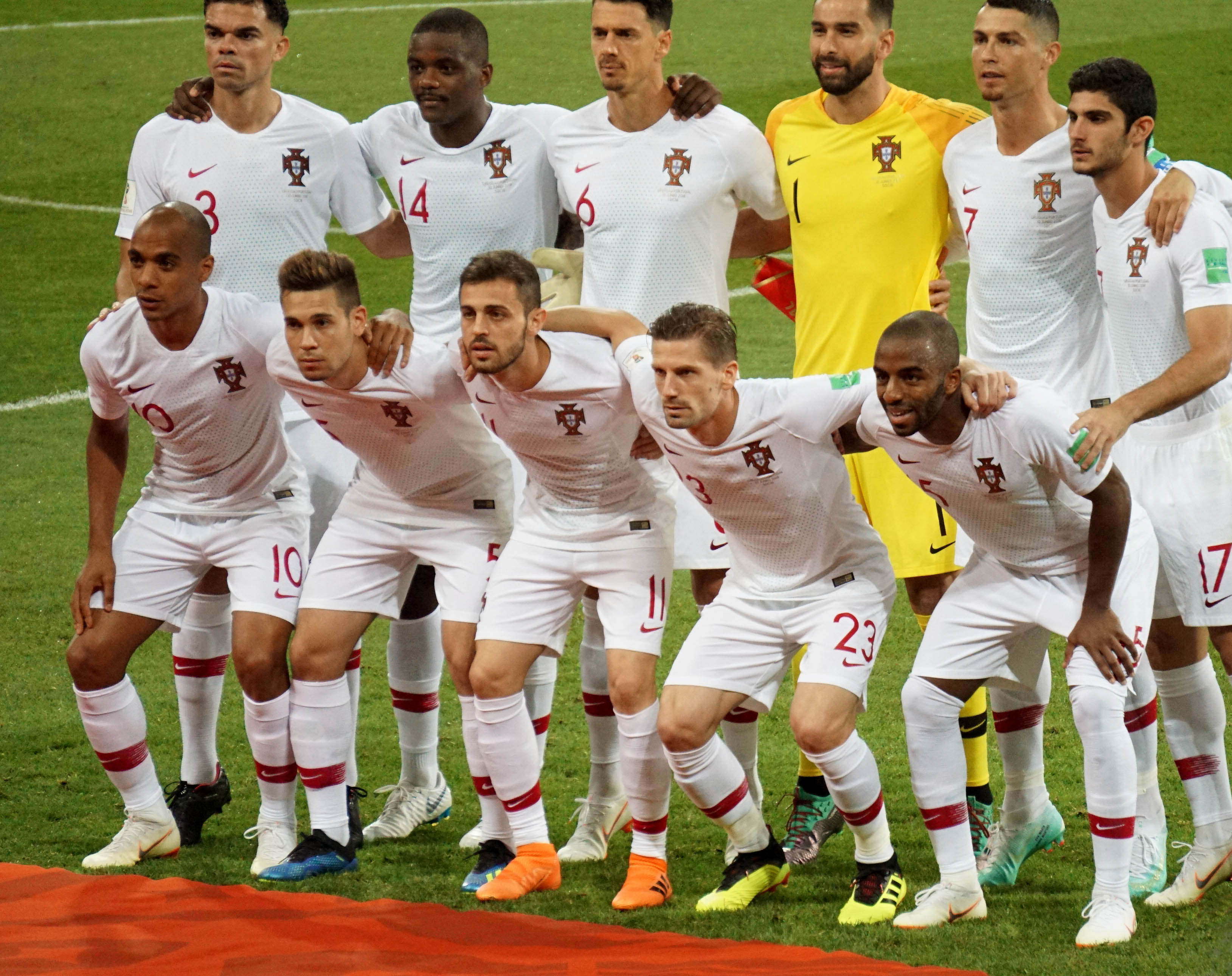
Португалия на чемпионате мира 2018 года

В отборе к чемпионату мира 2018 года сборная Португалии в первом матче неожиданно проиграла Швейцарии со счётом 2:0. Однако все последующие матчи, включая ответный матч со сборной Швейцарии, выиграла, не испытав трудностей, и заняла первое место в группе.
В финальном турнире португальцы в первом групповом матче сыграли с Испанией вничью со счётом 3:3, все 3 гола были на счету Криштиану Роналду. В следующем матче сборная Португалии победила Марокко 1:0, где снова отличился Роналду. В заключительном групповом туре чемпионы Европы неожиданно сыграли вничью со сборной Ирана 1:1, на этот раз капитан «европейских бразильцев» отличиться не смог. К тому же он не реализовал пенальти. Португалия со второго места в группе вышла в 1/8 финала, где уступила Уругваю 1:2.

### Лига наций 2018/2019
Сборная Португалии стартовала в первом розыгрыше Лиги наций 2018/19 в Лиге A, группе 3, где её соперниками стали Италия и Польша. Португальцы уверенно заняли первое место в группе, набрав восемь очков в четырёх матчах: обыграли Италию (1:0) и Польшу (3:2), а также дважды сыграли вничью — с Италией (0:0) и Польшей (1:1). На групповом этапе отличились Андре Силва, Бернарду Силва и Пицци.
В финальном турнире, который проходил в Португалии, хозяева в полуфинале на стадионе «Драгау» в Порту обыграли сборную Швейцарии со счётом 3:1. Хет-триком отметился Криштиану Роналду, став героем встречи.
В финале, состоявшемся 9 июня 2019 года в Порту, португальцы встретились со сборной Нидерландов и победили со счётом 1:0 благодаря точному удару полузащитника Гонсалу Гедеша на 60-й минуте. Ассист на счету Бернарду Силвы, который по итогам турнира был признан лучшим игроком финальной стадии и стал её лучшим ассистентом (2 голевые передачи). Криштиану Роналду с тремя мячами вошёл в число лучших бомбардиров турнира. Португалия стала первой в истории победительницей Лиги наций УЕФА.

### Чемпионат Европы 2020
В отборочном турнире португальцы заняли второе место в группе B вслед за сборной Украины и напрямую вышли в финальную стадию. Криштиану Роналду забил 11 мячей и занял второе место в списке бомбардиров отборочного турнира вслед за англичанином Харри Кейном (12).
В финальном турнире в группе португальцы в Будапеште разгромили венгров (3:0), а затем проиграли в Мюнхене Германии со счётом 2:4, хотя открыли счёт в матче. В последнем туре в Будапеште португальцы сыграли 2:2 с Францией (дубль с пенальти сделал Криштиану Роналду) и вышли из группы с третьего места. В 1/8 финала в Севилье Португалия уступила Бельгии (0:1).

### Чемпионат мира 2022
В отборочном турнире Португалия заняла второе место в группе А после сборной Сербии. Решающим стал матч последнего тура в Лиссабоне, где Ренату Саншеш вывел хозяев вперёд уже на второй минуте, но затем Душан Тадич сравнял счёт, а на 90-й минуте Александар Митрович принёс победу Сербии и первое место в группе. В плей-офф в марте 2022 года Португалия оба матча играла дома в Порту. Сначала португальцы обыграли команду Турции (3:1), а затем победили Северную Македонию (2:0) благодаря дублю Бруну Фернандеша.
В финальном турнире в Катаре на групповой стадии Португалия была единственной европейской командой в своей группе. В первом матче португальцы обыграли Гану со счётом 3:2, все мячи были забиты в последней трети матча. Во втором матче Португалия обыграла Уругвай 2:0 (дубль Бруну Фернандеша). В последнем матче Португалия уступила Республике Корея (1:2), хотя открыла счёт уже на пятой минуте. Гол корейцев в добавленное ко второму тайму время вывел их на второе место в группе вслед за Португалией.
В 1/8 финала португальцы разгромили команду Швейцарии со счётом 6:1, хет-трик сделал проводивший всего 4-й матч за сборную 21-летний Гонсалу Рамуш (это был первый с 1990 года хет-трик в матчах плей-офф чемпионатов мира), а Криштиану Роналду появился на поле только на 74-й минуте, что вызвало дискуссию среди экспертов и болельщиков. Португальцы вышли в четвертьфинал чемпионата мира впервые с 2006 года. В 1/4 финала Португалия проиграла Марокко (0:1), Криштиану Роналду вновь появился на поле только во втором тайме, но не сумел спасти свою команду. Сборная Марокко стала первой в истории африканской командой, вышедшей в полуфинал чемпионата мира.

### Чемпионат Европы 2024
В отборочном турнире португальцы заняли первое место в группе J, выиграв все матчи и набрав 30 очков, напрямую вышли в финальную стадию.
В финальном турнире в матче со сборной Чехии (2:1) Криштиану Роналду стал рекордсменом по числу чемпионатов Европы, в которых какой-либо игрок принимал участие (6 турниров), Пепе стал самым возрастным игроком в истории Евро (41 год, 113 дней).
18 июня 2024 года в первом матче группового этапа против сборной Чехии на 62-минуте португальцы пропустили мяч Лукаша Провода, но уже на 69-й минуте Робин Гранач срезал мяч в свои ворота, а в добавленное ко второму тайму время Франсишку Консейсан принёс победу португальцам 2:1. Во втором матче группы 22 июня против турок Роналду отдал голевую передачу на Бруну Фернандеша и сборная одержала крупную победу 3:0 и вышла в плей-офф с первого места. В последнем матче группового этапа против Грузии уже на 2-й минуте португальцы пропустили мяч Хвичи Кварацхелии, а на 57-й минуте Антониу Силва привёз пенальти, реализованный Жоржем Микаутадзе, в итоге сборная Португалии проиграла со счётом 0:2. По итогам группового этапа, сборная Португалии заняла первое место в группе F с шестью очками, опередив сборную Турции по дополнительным показателям.
1 июля в первом раунде плей-офф Португалия встретилась со сборной Словении. Основное время матча закончилось нулевой ничьей, в дополнительное время Криштиану заработал пенальти, но вратарь Ян Облак отбил удар. В серии послематчевых 11-метровых ударов Португалия победила со счётом 3:0. 5 июля 2024 года в четвертьфинальном матче против сборной Франции основное время также закончилось со счётом 0:0, а в серии пенальти португальцы проиграли со счётом 3:5. Из-за промоха Жуана Феликса Португалия покинула турнир.

## Текущий состав
Следующие игроки были вызваны в состав сборной главным тренером Роберто Мартинесом для участия в матчах финала четырех Лиги наций УЕФА.
Игры и голы приведены по состоянию на 8 июня 2025 года:
|  | Вр  | Диогу Кошта         | 19 сентября 1999 (25 лет) | 36  | 0   | Порту                   |  |  |
|  | Вр  | Жозе Са             | 3 января 1993 (32 года)   | 3   | 0   | Вулверхэмптон Уондерерс |  |  |
|  | Вр  | Руй Силва           | 7 февраля 1994 (31 год)   | 1   | 0   | Спортинг (Лиссабон)     |  |  |
|  |     |                     |                           |     |     |                         |  |  |
|  | Защ | Рубен Диаш          | 14 мая 1997 (28 лет)      | 68  | 3   | Манчестер Сити          |  |  |
|  | Защ | Нелсон Семеду       | 16 ноября 1993 (31 год)   | 44  | 0   | Вулверхэмптон Уондерерс |  |  |
|  | Защ | Нуну Мендеш         | 19 июня 2002 (23 года)    | 37  | 1   | Пари Сен-Жермен         |  |  |
|  | Защ | Диогу Дало          | 18 марта 1999 (26 лет)    | 29  | 3   | Манчестер Юнайтед       |  |  |
|  | Защ | Антониу Силва       | 30 октября 2003 (21 год)  | 17  | 0   | Бенфика                 |  |  |
|  | Защ | Гонсалу Инасиу      | 25 августа 2001 (23 года) | 16  | 2   | Спортинг (Лиссабон)     |  |  |
|  | Защ | Ренату Вейга        | 29 июля 2003 (22 года)    | 5   | 0   | Ювентус                 |  |  |
|  | Защ | Нуну Тавариш        | 26 января 2000 (25 лет)   | 1   | 0   | Лацио                   |  |  |
|  |     |                     |                           |     |     |                         |  |  |
|  | ПЗ  | Бернарду Силва      | 10 августа 1994 (31 год)  | 102 | 13  | Манчестер Сити          |  |  |
|  | ПЗ  | Бруну Фернандеш     | 8 сентября 1994 (30 лет)  | 79  | 25  | Манчестер Юнайтед       |  |  |
|  | ПЗ  | Рубен Невиш         | 13 марта 1997 (28 лет)    | 58  | 0   | Аль-Хиляль              |  |  |
|  | ПЗ  | Жуан Пальинья       | 9 июля 1995 (30 лет)      | 34  | 2   | Бавария                 |  |  |
|  | ПЗ  | Витинья             | 13 февраля 2000 (25 лет)  | 29  | 0   | Пари Сен-Жермен         |  |  |
|  | ПЗ  | Жуан Невеш          | 27 сентября 2004 (20 лет) | 16  | 0   | Пари Сен-Жермен         |  |  |
|  |     |                     |                           |     |     |                         |  |  |
|  | Нап | Криштиану Роналду   | 5 февраля 1985 (40 лет)   | 219 | 138 | Ан-Наср                 |  |  |
|  | Нап | Жуан Феликс         | 10 ноября 1999 (25 лет)   | 45  | 9   | Милан                   |  |  |
|  | Нап | Рафаэл Леан         | 10 июня 1999 (26 лет)     | 40  | 5   | Милан                   |  |  |
|  | Нап | Педру Нету          | 9 марта 2000 (25 лет)     | 17  | 2   | Челси                   |  |  |
|  | Нап | Гонсалу Рамуш       | 20 июня 2001 (24 года)    | 16  | 9   | Пари Сен-Жермен         |  |  |
|  | Нап | Франсишку Тринкан   | 29 декабря 1999 (25 лет)  | 11  | 2   | Спортинг (Лиссабон)     |  |  |
|  | Нап | Франсишку Консейсан | 14 декабря 2002 (22 года) | 11  | 2   | Ювентус                 |  |  |
|  | Нап | Педру Гонсалвеш     | 28 июня 1998 (27 лет)     | 3   | 0   | Спортинг (Лиссабон)     |  |  |
|  | Нап | Родригу Мора        | 5 мая 2007 (18 лет)       | 0   | 0   | Порту                   |  |  |

## Участие в международных турнирах

### Чемпионаты мира
| Год   | Раунд турнира            | Место                    | Матчи                    | Победы                   | Ничьи*                   | Поражения                | Забито                   | Пропущено                |
| ----- | ------------------------ | ------------------------ | ------------------------ | ------------------------ | ------------------------ | ------------------------ | ------------------------ | ------------------------ |
| 1930  | Не участвовали           | Не участвовали           | Не участвовали           | Не участвовали           | Не участвовали           | Не участвовали           | Не участвовали           | Не участвовали           |
| 1934  | Не прошли квалификацию   | Не прошли квалификацию   | Не прошли квалификацию   | Не прошли квалификацию   | Не прошли квалификацию   | Не прошли квалификацию   | Не прошли квалификацию   | Не прошли квалификацию   |
| 1938  | Не прошли квалификацию   | Не прошли квалификацию   | Не прошли квалификацию   | Не прошли квалификацию   | Не прошли квалификацию   | Не прошли квалификацию   | Не прошли квалификацию   | Не прошли квалификацию   |
| 1950  | Не прошли квалификацию   | Не прошли квалификацию   | Не прошли квалификацию   | Не прошли квалификацию   | Не прошли квалификацию   | Не прошли квалификацию   | Не прошли квалификацию   | Не прошли квалификацию   |
| 1954  | Не прошли квалификацию   | Не прошли квалификацию   | Не прошли квалификацию   | Не прошли квалификацию   | Не прошли квалификацию   | Не прошли квалификацию   | Не прошли квалификацию   | Не прошли квалификацию   |
| 1958  | Не прошли квалификацию   | Не прошли квалификацию   | Не прошли квалификацию   | Не прошли квалификацию   | Не прошли квалификацию   | Не прошли квалификацию   | Не прошли квалификацию   | Не прошли квалификацию   |
| 1962  | Не прошли квалификацию   | Не прошли квалификацию   | Не прошли квалификацию   | Не прошли квалификацию   | Не прошли квалификацию   | Не прошли квалификацию   | Не прошли квалификацию   | Не прошли квалификацию   |
| 1966  | 3-е место                | 3                        | 6                        | 5                        | 0                        | 1                        | 17                       | 8                        |
| 1970  | Не прошли квалификацию   | Не прошли квалификацию   | Не прошли квалификацию   | Не прошли квалификацию   | Не прошли квалификацию   | Не прошли квалификацию   | Не прошли квалификацию   | Не прошли квалификацию   |
| 1974  | Не прошли квалификацию   | Не прошли квалификацию   | Не прошли квалификацию   | Не прошли квалификацию   | Не прошли квалификацию   | Не прошли квалификацию   | Не прошли квалификацию   | Не прошли квалификацию   |
| 1978  | Не прошли квалификацию   | Не прошли квалификацию   | Не прошли квалификацию   | Не прошли квалификацию   | Не прошли квалификацию   | Не прошли квалификацию   | Не прошли квалификацию   | Не прошли квалификацию   |
| 1982  | Не прошли квалификацию   | Не прошли квалификацию   | Не прошли квалификацию   | Не прошли квалификацию   | Не прошли квалификацию   | Не прошли квалификацию   | Не прошли квалификацию   | Не прошли квалификацию   |
| 1986  | Групповой этап           | 17                       | 3                        | 1                        | 0                        | 2                        | 2                        | 4                        |
| 1990  | Не прошли квалификацию   | Не прошли квалификацию   | Не прошли квалификацию   | Не прошли квалификацию   | Не прошли квалификацию   | Не прошли квалификацию   | Не прошли квалификацию   | Не прошли квалификацию   |
| 1994  | Не прошли квалификацию   | Не прошли квалификацию   | Не прошли квалификацию   | Не прошли квалификацию   | Не прошли квалификацию   | Не прошли квалификацию   | Не прошли квалификацию   | Не прошли квалификацию   |
| 1998  | Не прошли квалификацию   | Не прошли квалификацию   | Не прошли квалификацию   | Не прошли квалификацию   | Не прошли квалификацию   | Не прошли квалификацию   | Не прошли квалификацию   | Не прошли квалификацию   |
| 2002  | Групповой этап           | 21                       | 3                        | 1                        | 0                        | 2                        | 6                        | 4                        |
| 2006  | 4-е место                | 4                        | 7                        | 4                        | 1                        | 2                        | 7                        | 5                        |
| 2010  | 1/8 финала               | 11                       | 4                        | 1                        | 2                        | 1                        | 7                        | 1                        |
| 2014  | Групповой этап           | 18                       | 3                        | 1                        | 1                        | 1                        | 4                        | 7                        |
| 2018  | 1/8 финала               | 13                       | 4                        | 1                        | 2                        | 1                        | 6                        | 6                        |
| 2022  | 1/4 финала               | 8                        | 5                        | 3                        | 0                        | 2                        | 12                       | 6                        |
| 2026  | Будет определено позднее | Будет определено позднее | Будет определено позднее | Будет определено позднее | Будет определено позднее | Будет определено позднее | Будет определено позднее | Будет определено позднее |
| 2030  | Будет определено позднее | Будет определено позднее | Будет определено позднее | Будет определено позднее | Будет определено позднее | Будет определено позднее | Будет определено позднее | Будет определено позднее |
| Итого | 0 титулов                | 8/22                     | 35                       | 17                       | 6                        | 12                       | 61                       | 41                       |

### Чемпионаты Европы
| Год   | Раунд турнира          | Матчи                  | Победы                 | Ничьи*                 | Поражения              | Забито                 | Пропущено              |                        |
| ----- | ---------------------- | ---------------------- | ---------------------- | ---------------------- | ---------------------- | ---------------------- | ---------------------- | ---------------------- |
| 1964  | Не прошли квалификацию | Не прошли квалификацию | Не прошли квалификацию | Не прошли квалификацию | Не прошли квалификацию | Не прошли квалификацию | Не прошли квалификацию | Не прошли квалификацию |
| 1968  | Не прошли квалификацию | Не прошли квалификацию | Не прошли квалификацию | Не прошли квалификацию | Не прошли квалификацию | Не прошли квалификацию | Не прошли квалификацию | Не прошли квалификацию |
| 1972  | Не прошли квалификацию | Не прошли квалификацию | Не прошли квалификацию | Не прошли квалификацию | Не прошли квалификацию | Не прошли квалификацию | Не прошли квалификацию | Не прошли квалификацию |
| 1976  | Не прошли квалификацию | Не прошли квалификацию | Не прошли квалификацию | Не прошли квалификацию | Не прошли квалификацию | Не прошли квалификацию | Не прошли квалификацию | Не прошли квалификацию |
| 1980  | Не прошли квалификацию | Не прошли квалификацию | Не прошли квалификацию | Не прошли квалификацию | Не прошли квалификацию | Не прошли квалификацию | Не прошли квалификацию | Не прошли квалификацию |
| 1984  | 1/2 финала             | 4                      | 1                      | 2                      | 1                      | 4                      | 4                      |                        |
| 1988  | Не прошли квалификацию | Не прошли квалификацию | Не прошли квалификацию | Не прошли квалификацию | Не прошли квалификацию | Не прошли квалификацию | Не прошли квалификацию | Не прошли квалификацию |
| 1992  | Не прошли квалификацию | Не прошли квалификацию | Не прошли квалификацию | Не прошли квалификацию | Не прошли квалификацию | Не прошли квалификацию | Не прошли квалификацию | Не прошли квалификацию |
| 1996  | 1/4 финала             | 4                      | 2                      | 1                      | 1                      | 5                      | 2                      |                        |
| 2000  | 1/2 финала             | 5                      | 4                      | 0                      | 1                      | 10                     | 4                      |                        |
| 2004  | 2-е место              | 6                      | 3                      | 1                      | 2                      | 8                      | 6                      |                        |
| 2008  | 1/4 финала             | 4                      | 2                      | 0                      | 2                      | 7                      | 6                      |                        |
| 2012  | 1/2 финала             | 5                      | 3                      | 1                      | 1                      | 6                      | 4                      |                        |
| 2016  | Чемпион                | 7                      | 3                      | 4                      | 0                      | 9                      | 5                      |                        |
| 2020  | 1/8 финала             | 4                      | 1                      | 1                      | 2                      | 7                      | 7                      |                        |
| 2024  | 1/4 финала             | 5                      | 2                      | 2                      | 1                      | 5                      | 3                      |                        |
| Итого | 1 титул                | 44                     | 21                     | 12                     | 11                     | 61                     | 41                     |                        |

### Кубок конфедераций
| Год   | Раунд          | Место          | И              | В              | Н              | П              | Мячи           |
| ----- | -------------- | -------------- | -------------- | -------------- | -------------- | -------------- | -------------- |
| 1992  | Не участвовала | Не участвовала | Не участвовала | Не участвовала | Не участвовала | Не участвовала | Не участвовала |
| 1995  | Не участвовала | Не участвовала | Не участвовала | Не участвовала | Не участвовала | Не участвовала | Не участвовала |
| 1997  | Не участвовала | Не участвовала | Не участвовала | Не участвовала | Не участвовала | Не участвовала | Не участвовала |
| 1999  | Не участвовала | Не участвовала | Не участвовала | Не участвовала | Не участвовала | Не участвовала | Не участвовала |
| 2001  | Не участвовала | Не участвовала | Не участвовала | Не участвовала | Не участвовала | Не участвовала | Не участвовала |
| 2003  | Не участвовала | Не участвовала | Не участвовала | Не участвовала | Не участвовала | Не участвовала | Не участвовала |
| 2005  | Не участвовала | Не участвовала | Не участвовала | Не участвовала | Не участвовала | Не участвовала | Не участвовала |
| 2009  | Не участвовала | Не участвовала | Не участвовала | Не участвовала | Не участвовала | Не участвовала | Не участвовала |
| 2013  | Не участвовала | Не участвовала | Не участвовала | Не участвовала | Не участвовала | Не участвовала | Не участвовала |
| 2017  | 3-е место      | 3              | 5              | 3              | 2              | 0              | 9-3            |
| Всего | 0 титулов      | 1/7            | 5              | 3              | 2              | 0              | 9-3            |

### Лига наций УЕФА
| Год     | Раунд турнира | Матчи | Победы | Ничьи | Поражения | Забито | Пропущено |
| ------- | ------------- | ----- | ------ | ----- | --------- | ------ | --------- |
| 2018/19 | Лига A        | 6     | 4      | 2     | 0         | 9      | 4         |
| 2020/21 | Лига A        | 6     | 4      | 1     | 1         | 12     | 4         |
| Итого   | 1 титул       | 12    | 8      | 3     | 1         | 21     | 8         |

## Достижения

### Командные достижения
Чемпионат мира
- Третье место на чемпионате мира 1966

Чемпионат Европы
- Победитель чемпионата Европы 2016
- Финалист чемпионата Европы 2004
- Третье место на чемпионате Европы: 1984, 2000, 2012

Олимпийские игры
- Четвёртое место: 1996

Лига наций УЕФА
- Победитель Лиги наций УЕФА: 2018/19, 2024/25

### Игроки, получавшие «Золотой мяч»
- Эйсебио — 1965
- Луиш Фигу — 2000
- Криштиану Роналду — 2008 (France Football), 2013 (ФИФА), 2014 (ФИФА), 2016 (France Football), 2017 (France Football)

### Рекордсмены сборной
Жирным выделены игроки, продолжающие карьеру.

#### Лидеры по количеству матчей
| №  | Имя               | Матчи | Голы | Первая игра     | Последняя игра |
| -- | ----------------- | ----- | ---- | --------------- | -------------- |
| 1  | Криштиану Роналду | 221   | 138  | 20 августа 2003 | 8 июня 2025    |
| 2  | Жоау Моутинью     | 146   | 7    | 17 августа 2005 | 9 июня 2022    |
| 3  | Пепе              | 141   | 8    | 21 ноября 2007  | 5 июля 2024    |
| 4  | Луиш Фигу         | 127   | 32   | 12 октября 1991 | 8 июля 2006    |
| 5  | Нани              | 112   | 24   | 1 сентября 2006 | 2 июля 2017    |
| 6  | Фернанду Коуту    | 110   | 8    | 19 декабря 1990 | 30 июня 2004   |
| 7  | Руй Патрисиу      | 108   | 0    | 17 ноября 2010  | 21 марта 2024  |
| 8  | Бернарду Силва    | 102   | 13   | 31 марта 2015   | 8 июня 2025    |
| 9  | Бруну Алвеш       | 96    | 11   | 5 июня 2007     | 1 июня 2018    |
| 10 | Руй Кошта         | 94    | 26   | 31 марта 1993   | 4 июля 2004    |

#### Лучшие бомбардиры
| №  | Имя               | Голы | Матчи | В ср. | Первая игра     | Последняя игра  |
| -- | ----------------- | ---- | ----- | ----- | --------------- | --------------- |
| 1  | Криштиану Роналду | 138  | 221   | 0.62  | 20 августа 2003 | 8 июня 2025     |
| 2  | Педру Паулета     | 47   | 88    | 0.53  | 20 августа 1997 | 8 июля 2006     |
| 3  | Эйсебио           | 41   | 64    | 0.64  | 8 октября 1961  | 13 октября 1973 |
| 4  | Луиш Фигу         | 32   | 127   | 0.25  | 12 октября 1991 | 8 июля 2006     |
| 5  | Нуну Гомеш        | 29   | 79    | 0.37  | 24 января 1996  | 11 октября 2011 |
| 6  | Элдер Поштига     | 27   | 71    | 0.38  | 13 июня 2003    | 14 ноября 2014  |
| 7  | Руй Кошта         | 26   | 94    | 0.28  | 31 марта 1993   | 4 июля 2004     |
| 8  | Бруну Фернандеш   | 25   | 80    | 0.31  | 10 ноября 2017  | 8 июня 2025     |
| 9  | Нани              | 24   | 112   | 0.21  | 1 сентября 2006 | 2 июля 2017     |
| 10 | Жуан Виейра Пинту | 23   | 81    | 0.30  | 12 октября 1991 | 14 июня 2002    |

## Форма

### Домашняя
| 1966—1968           | 1984—1986           | 1986—1988 · ЧМ-1986 | 1990—1991           | 1991—1992           | 1992—1994           | 1994—1995           | 1995—1996           | 1996—1998 · ЧЕ-1996 | 1998—2000           | 2000—2002 · ЧЕ-2000 |
| 2002—2004 · ЧМ-2002 | 2004—2006 · ЧЕ-2004 | 2006—2008 · ЧМ-2006 | 2008—2010 · ЧЕ-2008 | 2010—2012 · ЧМ-2010 | 2012—2014 · ЧЕ-2012 | 2014—2016 · ЧМ-2014 | 2016—2018 · ЧЕ-2016 | 2018—2020 · ЧМ-2018 | 2020—2022 · ЧЕ-2020 | 2022—2024 · ЧМ-2022 |
| 2024—2025 · ЧЕ-2024 | 2025—н. в.          |                     |                     |                     |                     |                     |                     |                     |                     |                     |

### Гостевая
| 1966—1968           | 1984—1986           | 1986—1988 · ЧМ-1986 | 1991—1992           | 1992—1994           | 1994—1995           | 1995—1996 | 1996—1998 · ЧЕ-1996 | 1998—2000 | 2000—2002           | 2002—2004 |
| 2004—2006           | 2006—2007           | 2007—2008           | 2008—2010 · ЧЕ-2008 | 2010—2012 · ЧМ-2010 | 2012—2013 · ЧЕ-2012 | 2013—2014 | 2014—2015           | 2015—2016 | 2016—2018 · ЧЕ-2016 | 2016—2018 |
| 2018—2020 · ЧМ-2018 | 2020—2022 · ЧЕ-2020 | 2022—2024 · ЧМ-2022 | 2024—2025 · ЧЕ-2024 | 2025—н. в.          |                     |           |                     |           |                     |           |

Источники:,